# Zwam
1. WEITERLEITUNG Arno van Zwam